# Инсубрийска линия
Инсубрийската линия (на италиански: Linea insubrica), наричана също Периадриатическа линия (Linea periadratica) и в зависимост от географските сектори Линия на Канавезе, Линия на Тонале, Линия на Пустерия/Линия на Гайл или Линия на Джудикарие, е важна тектонична линия, образувана от система от свързани помежду им регионални разломи  с преобладаваща ориентация изток-запад и почти вертикално разположение, което геологично разделя главната верига на Централните Алпи от областта на Югоизточните Алпи, които включват Италианските Предалпи и Доломитите. Носи името си от Инсубрия – древната област, обитавана от инсубрите.

## Произход
Тази линия, ясно разпознаваема на сателитните изображения, представлява по мнението на учените израза върху земната повърхност на сблъсъка, рамкиран в модела на тектониката на плочите, между Европейската и Африканската плоча, следователно в момента маркира граница между Евразийската плоча и Адриатическата плоча.
През Юрския период океанът Тетис, удължен в посока изток-запад, отделя Африканската плоча от Европейската плоча. Движението на Африканската плоча на север и следователно към Европейската плоча, което започва през Кредата, причинява прогресивното затваряне на Тетис, субдукцията на неговото океанско дъно и следователно сблъсъка на континенталните кори на двете големи плочи. Седиментите, отложени на европейския континентален ръб, участват в компресията, генерирайки акреционна призма, образувана от деформирани и след това метаморфозирани скали с интрузии на гранитни батолити, произтичащи от топенето на субдуциращите части на кората.
По същество Инсубрийската линия може да се тълкува като обратен и след това десен разлом (забелязва се от куката в северната част на района на езерата), който разделя тектоничните единици на сектора на Южноалпийския разлом от онези, които се появяват на север от самата линия.

## Характеристики
В алпийската област на Пиемонт тази линия представя разкрития на офиолитни комплекси в съответствие. Линията ясно разделя две области, характеризиращи се с две различни палеогеографски еволюции, в периода преди сблъсъка, с последващи различни деформационни и метаморфни реакции по време на алпийската орогенеза.
На юг от тази линия се появяват пермско-мезозойските седиментни последователности, отложени на северния ръб на Африканската плоча, понастоящем деформирани, със стил на крехка тектоника с тласъци и разломи с южна посока. На север от линията обаче метаморфните деформации със среден до висок клас, включващи пермо-мезозойските седименти и херцинските метаморфни скали, са достигнали локално анатексис и следователно на терена се появяват главно метаморфните скали от алпийската област, засегнати от екстензивни деформационни структури, организирани в припокриващи се покривни разломи.
По маршрута си, който се простира на приблизително 1000 километра от запад на изток, от района Канавезе до Карнийските Алпи, са се образували различни алпийски долини като Вал Виджецо (в източната част) и Чентовали (в кантон Тичино), Валтелина, най-високата част на Вал Камоника (от Едоло до Понте ди Леньо), Вал ди Соле, Вал Пустерия, долината Гайл и долината на Драва. На височината на Локарно Периадриатическата линия е разделена на два отделни клона: Линията на Канавезе (която поема в посока северозапад- югоизток, включваща прохода Скопело близо до Финеро, горното течение на долината Лоана и района на Националния парк „Валгранде“) и Линията на Чентовали (с посока изток - запад, по протежение на която са разположени платото на Вал Виджецо и долината на  потока Западен Мелецо, до Домодосола).